# Qin Liang
Qin Liang (en chinois : 秦亮), née le 29 mars 1979 à Beijing, est une arbitre internationale chinoise de football.
Elle est arbitre internationale FIFA depuis 2010. 

## Biographie
Elle est désignée par la FIFA pour officier durant la Coupe du monde féminine 2019 organisée en France. Elle y arbitre le huitième de finale entre l'Angleterre et le Cameroun au cours duquel l'intervention de la vidéo est vivement critiquée.